# Eugenia coaetanea
Eugenia coaetanea är en myrtenväxtart som beskrevs av Otto Karl Berg. Eugenia coaetanea ingår i släktet Eugenia och familjen myrtenväxter. Inga underarter finns listade i Catalogue of Life.